# CTD-Rosette

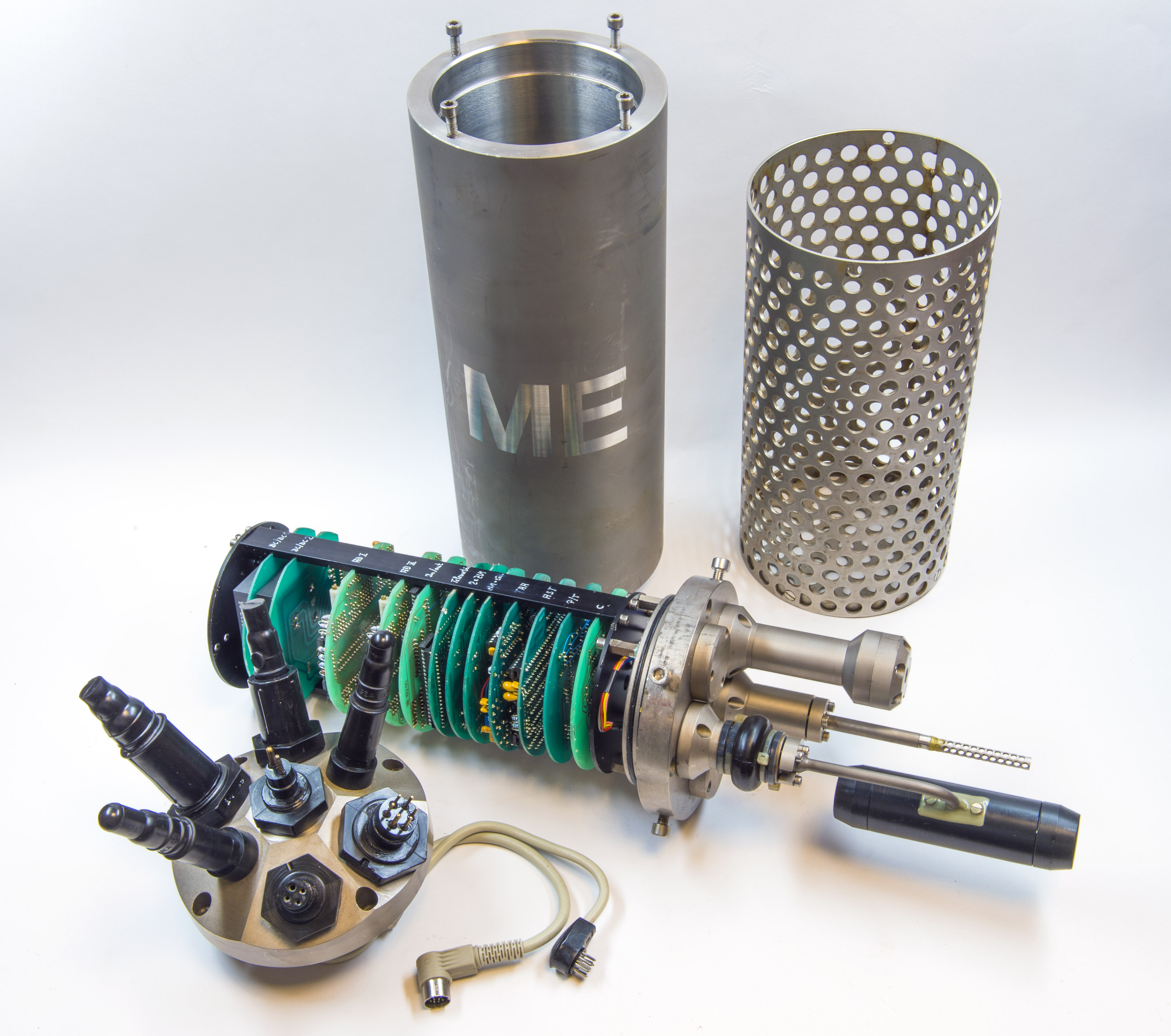
CTD-Sonde, zerlegt, bestehend aus Druckgehäuse, Sensorkäfig, Anschlussplatte (alles NiRo-Stahl) und der internen Elektronik (Stapel aus Leiterplatten) mit den Sensoren für Leitfähigkeit, Temperatur und Druck.

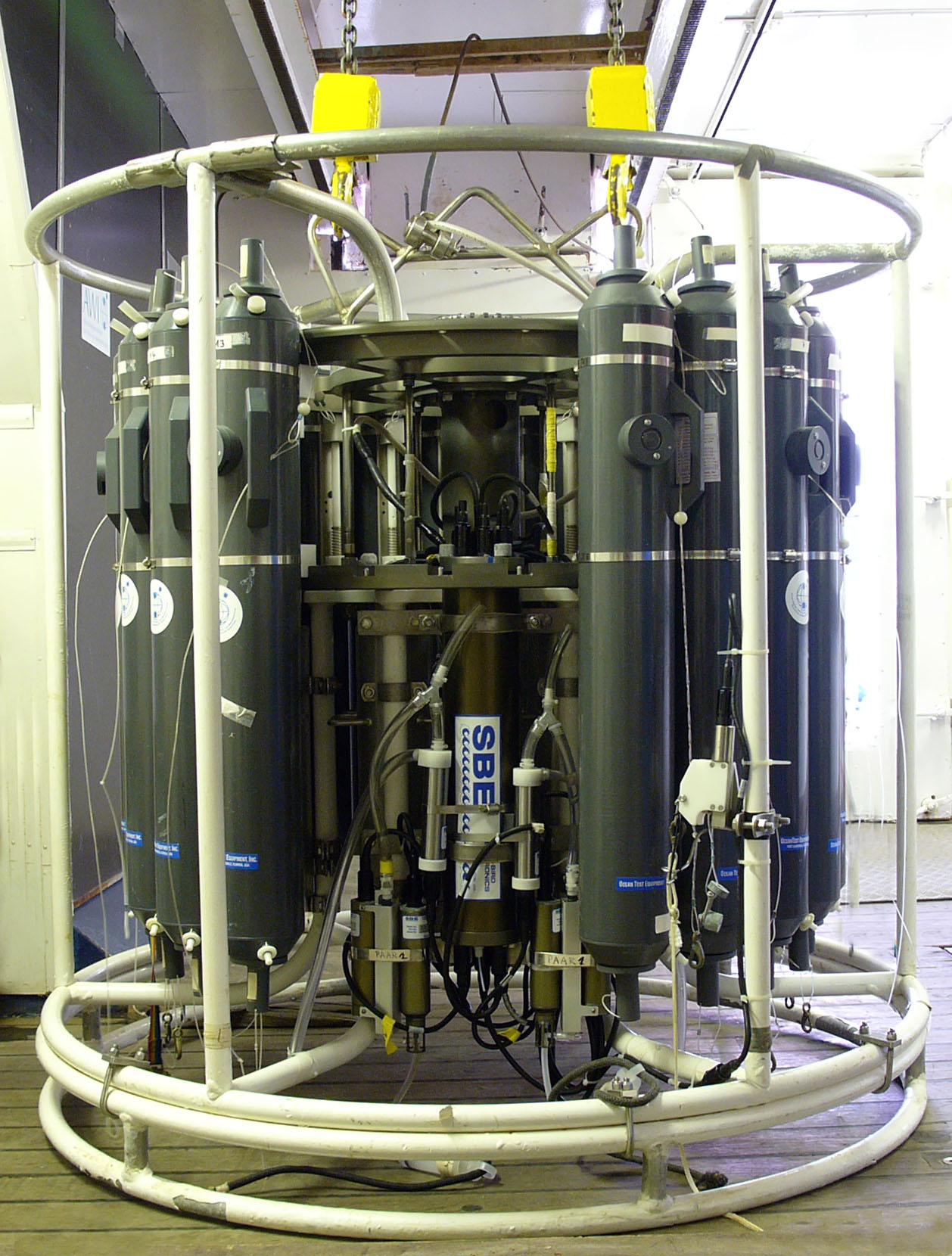
CTD-Sonde, rosettenförmig umgeben von etwa einem Dutzend Druckwasserflaschen mit Schaugläsern, darum ein Rohrgestell als Stoßschutz (Niskin)

Die CTD-Rosette (von englisch Conductivity, Temperature, Depth, „Leitfähigkeit, Temperatur, Tiefe“) ist eine Sonde für Tiefseeuntersuchungen.
Sie kann durch Ozeanographen von Forschungsschiffen aus an einem langen Seil in mehrere tausend Meter Wassertiefe abgelassen („gefiert“) werden.
Die Rosette besteht aus einem zylinderförmigen Gestell, bestückt mit Sensoren für Temperatur, Leitfähigkeit und Wasserdruck. Daraus können weitere Grundparameter Dichte, Salzgehalt und Wassertiefe errechnet werden.
Zusätzliche Sensoren wie z. B. Trübungsmesser, Sauerstoffmesser und akustische Strömungsmesser können angebracht werden. Durch die Messung der Gehalte von FCKW und SF6 kann ermittelt werden, wann sich das untersuchte Wasser zuletzt an der Gewässeroberfläche befand, was Rückschlüsse auf Meeresströmungen zulässt.
Beim Heraufziehen der CTD-Rosette aus großer Wassertiefe können Wasserschöpfer in verschiedenen Wassertiefen geschlossen werden. Somit können diese Proben entsprechend den jeweiligen Wassertiefen auf Spurenstoffe und Kleinstlebewesen untersucht werden.
Das Projekt Oceanography for Everyone hat mit OpenCTD eine kleine CTD-Sonde entwickelt und deren Dokumentation als Open Hardware frei zur Verfügung gestellt.